# Grand Prix automobile d'Allemagne 1981
Résultats du Grand Prix d'Allemagne de Formule 1 1981 qui a eu lieu sur le circuit d'Hockenheim le 2 août 1981.

## Classement
| Pos. | No | Pilote             | Écurie          | Tours | Temps/Abandon                     | Grille | Points |
| ---- | -- | ------------------ | --------------- | ----- | --------------------------------- | ------ | ------ |
| 1    | 5  | Nelson Piquet      | Brabham-Ford    | 45    | 1 h 25 min 55 s 60 (213,325 km/h) | 6      | 9      |
| 2    | 15 | Alain Prost        | Renault         | 45    | + 11 s 52                         | 1      | 6      |
| 3    | 26 | Jacques Laffite    | Ligier-Matra    | 45    | + 1 min 04 s 60                   | 7      | 4      |
| 4    | 6  | Héctor Rebaque     | Brabham-Ford    | 45    | + 1 min 39 s 69                   | 16     | 3      |
| 5    | 3  | Eddie Cheever      | Tyrrell-Ford    | 45    | + 1 min 50 s 52                   | 18     | 2      |
| 6    | 7  | John Watson        | McLaren-Ford    | 44    | + 1 tour                          | 9      | 1      |
| 7    | 11 | Elio De Angelis    | Lotus-Ford      | 44    | + 1 tour                          | 14     |        |
| 8    | 32 | Jean-Pierre Jarier | Osella-Ford     | 44    | + 1 tour                          | 17     |        |
| 9    | 22 | Mario Andretti     | Alfa Romeo      | 44    | + 1 tour                          | 12     |        |
| 10   | 27 | Gilles Villeneuve  | Ferrari         | 44    | + 1 tour                          | 8      |        |
| 11   | 1  | Alan Jones         | Williams-Ford   | 44    | + 1 tour                          | 4      |        |
| 12   | 30 | Siegfried Stohr    | Arrows-Ford     | 44    | + 1 tour                          | 24     |        |
| 13   | 16 | René Arnoux        | Renault         | 44    | + 1 tour                          | 2      |        |
| 14   | 33 | Marc Surer         | Theodore-Ford   | 43    | Accident                          | 22     |        |
| 15   | 23 | Bruno Giacomelli   | Alfa Romeo      | 43    | + 2 tours                         | 19     |        |
| Nc.  | 14 | Eliseo Salazar     | Ensign-Ford     | 39    | Non classé                        | 23     |        |
| Abd. | 9  | Slim Borgudd       | ATS-Ford        | 35    | Alimentation                      | 20     |        |
| Abd. | 2  | Carlos Reutemann   | Williams-Ford   | 27    | Moteur                            | 3      |        |
| Abd. | 29 | Riccardo Patrese   | Arrows-Ford     | 27    | Moteur                            | 13     |        |
| Abd. | 25 | Patrick Tambay     | Ligier-Matra    | 27    | Roulement de roue                 | 11     |        |
| Abd. | 17 | Derek Daly         | March-Ford      | 15    | Direction                         | 21     |        |
| Abd. | 12 | Nigel Mansell      | Lotus-Ford      | 12    | Fuite d'essence                   | 15     |        |
| Abd. | 8  | Andrea De Cesaris  | McLaren-Ford    | 4     | Collision                         | 10     |        |
| Abd. | 28 | Didier Pironi      | Ferrari         | 1     | Moteur                            | 5      |        |
| Nq.  | 20 | Keke Rosberg       | Fittipaldi-Ford |       | Non qualifié                      |        |        |
| Nq.  | 35 | Brian Henton       | Toleman-Hart    |       | Non qualifié                      |        |        |
| Nq.  | 31 | Beppe Gabbiani     | Osella-Ford     |       | Non qualifié                      |        |        |
| Nq.  | 36 | Derek Warwick      | Toleman-Hart    |       | Non qualifié                      |        |        |
| Nq.  | 4  | Michele Alboreto   | Tyrrell-Ford    |       | Non qualifié                      |        |        |
| Nq.  | 21 | Chico Serra        | Fittipaldi-Ford |       | Non qualifié                      |        |        |

## Pole position et record du tour
- Pole position : Alain Prost en 1 min 47 s 50 (vitesse moyenne : 227,353 km/h).
- Meilleur tour en course : Alan Jones en 1 min 52 s 42 au 4e tour (vitesse moyenne : 217,403 km/h).

## Tours en tête
- Alain Prost : 20 (1-20)
- Alan Jones : 18 (21-38)
- Nelson Piquet : 7 (39-45)

## À noter
- 6e victoire pour Nelson Piquet.
- 26e victoire pour Brabham en tant que constructeur.
- 143e victoire pour Ford-Cosworth en tant que motoriste.